# Chute d'eau de Shōmyō
La chute d'eau de Shōmyō (称名滝, Shōmyō-daki) est une chute d'eau qui se trouve dans le bourg de  Tateyama, préfecture de Toyama au Japon.

## Toponymie
Le son émis par l'eau de la chute Shōmyō s'écoulant le long de la paroi rocheuse évoquerait la mélodie d'une prière bouddhique récitée à la gloire du bouddha Amida. Ainsi, cette prière, appelée shōmyō (称名), donne son nom à la cascade.

## Géographie
La chute de Shōmyō est située dans le centre du bourg de Tateyama sur l'île d'Honshū, dans la préfecture de Toyama. Elle constitue une section de la rivière Shōmyō,, un affluent de rive droite du fleuve Jōganji.

## Caractéristiques
C'est la plus haute chute d'eau du Japon avec 350 m de haut (altitude d'environ 1 260 m). La cascade passe par quatre niveaux : le premier fait 70 m, le deuxième 58 m, le troisième 96 m et le dernier 126 m,. La chute connaît son plus grand débit au début de l'été quand fond la neige du mont Tate. 
Sa voisine, la chute de Hannoki, est habituellement considérée la plus haute de façon saisonnière car elle n'est alimentée que du mois d'avril au mois de juillet quand fondent les neiges du plateau de Midagahara. Les chutes de Hannoki et Shōmyō sont en fait des chutes jumelles.
La chute Shōmyō est classée sur la liste des cent chutes d'eau du Japon établie par le ministère de l'Environnement du Japon.